# Eva Berger (Kunsthistorikerin)
Eva Berger (* 20. Oktober 1955 in Wien) ist eine österreichische Kunsthistorikerin mit Spezialisierung auf den Bereich der Gartendenkmalpflege. Sie lehrt an Wiener Universitäten.

## Leben und Werk
Eva Berger studierte Kunstgeschichte und Geschichte an der Universität Wien und in Hamburg. Das Thema ihrer 1984 an der Universität Wien approbierten Dissertation lautete Quellenmaterial zu den Bedingungen barocker Profanbaukunst in Österreich. Seit 1984 ist sie im Fachbereich für Landschaftsplanung und Gartenkunst der Technischen Universität Wien beschäftigt, seit 1987 als Universitätsassistentin, seit 2001 habilitiert. Sie lehrt als außerordentliche Professorin an der TU, nahm aber auch einen Lehrauftrag an der Universität Wien wahr. Ihre hauptsächlichen Forschungsbereiche sind Gartenkunst, Gartenkultur, Gartendenkmalpflege. Außerdem publiziert sie über Gartenarchitektur, unter anderem das aktuelle Standardwerk zu historischen Gärten in Österreich.
Sie ist Mitglied der Österreichischen Gesellschaft für historische Gärten.

## Publikationen
- Historische Gärten und Parks in Österreich. Erste Erfassung der Garten- und Parkanlagen von der Renaissance bis um 1930. 1. Band: Niederösterreich, Burgenland. Böhlau, Wien / Köln / Weimar 2002, ISBN 3-205-99305-5.
- Historische Gärten und Parks in Österreich. Erste Erfassung der Garten- und Parkanlagen von der Renaissance bis um 1930. 2. Band: Oberösterreich, Salzburg, Vorarlberg, Kärnten, Steiermark, Tirol. Böhlau, Wien / Köln / Weimar 2003, ISBN 3-205-99352-7.
- Historische Gärten und Parks in Österreich. Erste Erfassung der Garten- und Parkanlagen von der Renaissance bis um 1930. 3. Band: Wien. Böhlau, Wien / Köln / Weimar 2004, ISBN 3-205-99353-5.
- mit Anette Freytag (Hrsg.): Géza Hajós zum 65.Geburtstag (= Die Gartenkunst. Bd. 19, Nr. 2, 2007). Wernersche Verlagsanstalt, Worms 2007 (zum Geburtstag von Géza Hajós)..